# Cystacanthus
- Commons
- Wikispecies

Cystacanthus T.Anderson, segundo o Sistema APG II, é um gênero botânico da família Acanthaceae, natural da Ásia.

## Sinonímia
- Phlogacanthus Nees

## Espécies
| - Cystacanthus abbreviatus - Cystacanthus affinis - Cystacanthus cymosus - Cystacanthus datii - Cystacanthus harmandii | - Cystacanthus insignis - Cystacanthus lanceolatus - Cystacanthus paniculatus - Cystacanthus pulcherrimus - Cystacanthus punctatus | - Cystacanthus pyramidalis - Cystacanthus turgida - Cystacanthus yangtsekiangensis - Cystacanthus yutanersis |

- «Lista das espécies»

## Nome e referências
Cystacanthus T.Anderson, 1867